# Song Yoon-ah
Song Yoon-ah (coreano: 송윤아; Seúl, 7 de junio de 1973) es una actriz surcoreana. Conocida por protagonizar la película Jail Breakers (2002), así como los dramas de televisión Hotelier (2001), En el Aire (2008), Mama (2014) y The K2 (2016).

## Biografía
Nació en Seúl, pero pasó su infancia en Gimcheon, Provincia de Gyeongsang. Tiene dos hermanos mayores. Mientras estudiaba el primer año de Antropología Cultural en la Universidad de Hanyang, fue recomendada por un compañero de clase para modelar en una agencia. 
Contrajo matrimonio con el actor Sol Kyung-gu el 28 de mayo de 2009 en una iglesia Católica de Bangbae-dong, seguido por una recepción en el Hotel Ritz-Carlton en Seúl. Su hijo, Sol Seung-yoon nació el 3 de agosto de 2010.

## Trayectoria
Es miembro de la agencia Snowball Entertainment (스노우볼 엔터테인먼트).
Debutó al ganar tres premios en el Super Concurso de Talento KBS en 1995, y comenzó a aparecer en anuncios de revistas y como extra en programas de televisión.
En 2002 actuó junto a Sol Kyung-gu en Jail Breakers (2002) y  2006 en Lost in Love (2006).
El 10 de julio de 2020 se unió al elenco de la serie Graceful Friends  donde dio vida a la psiquiatra Nam Jung-hae, hasta el final de la serie el 5 de septiembre del mismo año.
En noviembre de 2021 se incorporó al elenco principal de la serie Show Window: Queen's House donde interpreta a Han Sun-joo, una mujer que expresa su apoyo en la participación de otra mujer en una aventura extramarital sin saber que la aventura que esta mujer está teniendo es con su marido.

## Filmografía

### Serie de televisión
| Año         | Título                              | Rol            | Red       | Notas                           |
| ----------- | ----------------------------------- | -------------- | --------- | ------------------------------- |
| 1995        | Age of Individuality                |                |           |                                 |
| 1995        | Brilliant People                    |                |           |                                 |
| 1996        | Tears of the Dragon                 | Ms. Jung       | KBS1      |                                 |
| 1997        | Drama City - "The Road to Gorangpo" |                |           |                                 |
| 1997        | Hometown of Legends                 |                |           | episodio: "The Nine-Tailed Fox" |
| 1997        | Beyond the Horizon                  |                |           |                                 |
| 1998        | Love                                | Lee Hee-soo    | MBC       |                                 |
| 1998        | Mister Q                            | Hwang Joo-ri   | SBS       |                                 |
| 1998        | 납량특선 8부작                      | Jung-in        | SBS       | episodio: "The Eye of Terror"   |
| 1998        | Paper Crane                         | Cha Yeon-hee   | KBS2      |                                 |
| 1998        | Advocate                            | Jang Hye-mi    | MBC       |                                 |
| 1999        | The Boss                            | Han Yeon-ji    | MBC       |                                 |
| 1999        | You Don't Know My Feelings          | Na Sook-ja     | MBC       |                                 |
| 1999        | Love Story                          | Jung-in        | SBS       | episodio 3: "Lost Baggage"      |
| 2000        | Bad Friends                         | Ha Young-seo   | MBC       |                                 |
| 2001        | Hotelier                            | Seo Jin-young  | MBC       |                                 |
| 2001        | Sweet Bear                          | Han Jung-eun   | MBC       |                                 |
| 2002        | The Present                         | Kim Hye-jin    | MBC       |                                 |
| 2004        | Into the Storm                      | Cha Mi-seon    | SBS       |                                 |
| 2005        | Hong Kong Express                   | Han Jung-yeon  | SBS       |                                 |
| 2006        | My Beloved Sister                   | Yoon Seung-joo | MBC       |                                 |
| 2008        | On Air                              | Seo Young-eun  | SBS       |                                 |
| 2010        | Secret Garden                       |                | SBS       | (cameo, episodio 2)             |
| 2014        | Mama                                | Han Seung-hee  | MBC       |                                 |
| 2015        | Assembly                            | Choi In-kyung  | KBS2      |                                 |
| 2016        | The K2                              | Choi Yoo-Jin   | tvN       |                                 |
| 2016        | Drama Special- Sweet Home           | Dra. Song      | KBS2      | (cameo)                         |
| 2018        | Secret Mother                       | Kim Yoon-jin   | SBS       |                                 |
| 2018        | Room No. 9                          | Park Hyun-jung | tvN       | (cameo)                         |
| 2020        | Graceful Friends                    | Nam Jung-hae   | JTBC      | 17 episodios                    |
| 2021 - 2022 | Show Window: Queen's House          | Han Sun-joo    | Channel A | 16 episodios                    |

### Cine
| Año  | Título                       | Papel                      |
| ---- | ---------------------------- | -------------------------- |
| 1997 | 1818 (Blasfemia)             | Hong Se-en                 |
| 1998 | Zzang (El Mejor)             | Na-young                   |
| 2000 | Una obra Maestra en Mi Vida  | Kang Yeo-kyung             |
| 2002 | La Cárcel De Los Disyuntores | Hahn Kyung-soon            |
| 2004 | La cara                      | Jung Sun-young             |
| 2006 | Perdido en el Amor           | Yeon-soo                   |
| 2006 | Arang                        | so-young                   |
| 2009 | Secreto                      | Yoo Ji-yeon                |
| 2010 | Vestido De Novia             | Seo Go-eun                 |
| 2018 | Nueve Días (cortometraje)    | Kim Sun-joo/Park Seung-hee |
| 2018 | Piedra                       | Kim Se-young               |

## Premios y nominaciones
| Año  | Categoría                                         | Premio          | Serie         | Resultado |
| ---- | ------------------------------------------------- | --------------- | ------------- | --------- |
| 2018 | Female Top Excellence Award (weekend/daily drama) | SBS Drama Award | Secret Mother | Ganó      |